# Thôi Hiệu
Thôi Hiệu (chữ Hán phồn thể 崔顥; giản thể 崔颢, pinyin Cuī Hào khoảng 704–754) là thi nhân thời nhà Đường, người Biện Châu 汴州 (nay là Khai Phong, tỉnh Hà Nam, Trung Quốc), đỗ tiến sĩ năm Khai Nguyên thứ 11 (723), làm quan đến chức Tư Huân viên ngoại lang.
Ngữ văn 10 tập I, cho biết: Đương thời, Thôi Hiệu rất nổi tiếng, nay thơ của ông chỉ còn lại hơn 40 bài, trong đó, Hoàng Hạc Lâu được coi là một trong những bài thơ hay nhất thời Đường (Nhà xuất bản Giáo dục, 2008, tr. 158).
Tương truyền rằng, Lý Bạch khi đến Hoàng Hạc lâu đã thấy thơ Thôi Hiệu đề trên vách, đọc xong, vứt bút không làm thơ nữa! Cùng với Vương Duy, ông được coi là một trong những người tinh thông cận thể thi.

## Thi phẩm
- Hành kinh Hoa Âm 行經華陰 (Đi qua Hoa Âm)
- Hoàng Hạc lâu 黃鶴樓 (Lầu Hoàng Hạc)
- Trường Can hành kỳ 1 長干行其1
- Trường Can hành kỳ 2 長干行其 2
- Trường Can hành kỳ 3 長干行其 3
- Trường Can hành kỳ 4 長干行其 4
- Vị Thành thiếu niên hành 渭城少年行 (bài Hành tuổi trẻ thành Vị)
- Nhập Nhược Da khê 入若耶溪 (Vào suối Nhược Da)
- Cổ ý 古意 (Ý xưa)
- Mạnh Môn hành 孟門行 (Bài hành qua Mạnh Môn)
- Nhạn Môn Hồ nhân ca 雁門胡人歌 (Bài ca của người Hồ ở Nhạn Môn)[1]